# パリミキホールディングス

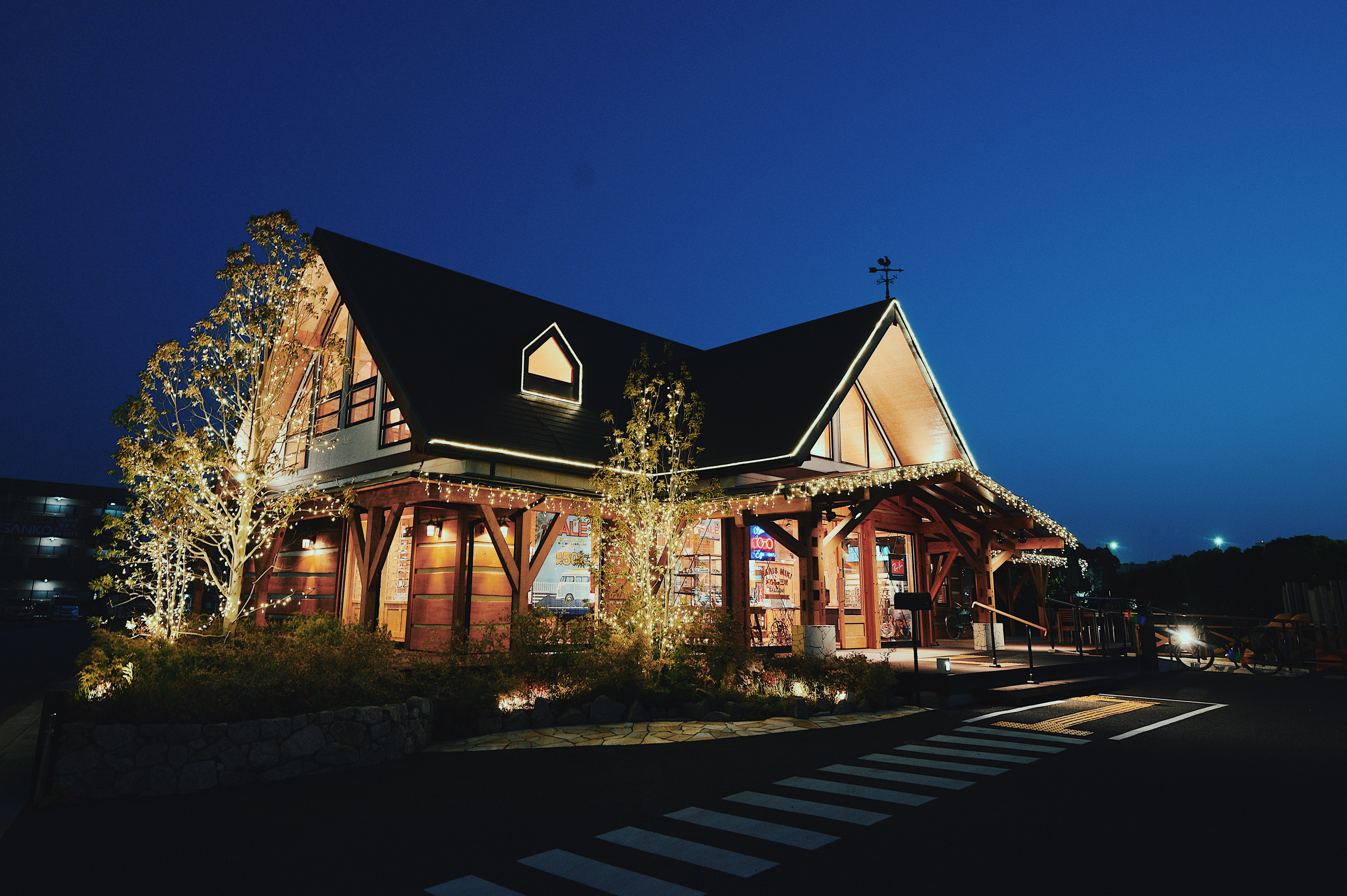
パリミキ　ロッジ型店舗
ロードサイド型店舗

株式会社パリミキホールディングスは、日本の眼鏡のチェーンストアである。本社は東京都港区海岸にあり、創業地の兵庫県姫路市に支社がある（表記は姫路事務所扱い）。
歴史的経緯により東日本（甲信越地方・東海地方の内静岡県から東）は「（メガネの）パリミキ」（かつてはパリーミキ）、西日本（北陸地方と静岡県以外の東海地方から西）は「メガネの三城」（メガネのみき）の店舗名で出店し、日本におけるテレビコマーシャルもパリミキ・三城用と2種類あったが、2022年4月1日に全国で店舗名をパリミキに統一した。ただしメガネの三城でも東日本と同じパリミキロゴが使用されており、元々東西で店舗外観に大差はなかった。
地域や立地に合わせた新コンセプト店（オプテックパリミキ、ロッジ、ベルエポック、サロン）などの改装をおこなっている。

## 沿革
- 1930年（昭和5年） - 多根良尾が兵庫県姫路市に時計店として正確堂時計店を創業。
- 1950年（昭和25年）1月27日 - 資本金40万円で株式会社三城時計店を設立[1]。
- 1960年（昭和35年）3月 - 社名を株式会社メガネの三城に変更[1]。眼鏡専業店となる。
- 1973年（昭和48年）4月 - 初めての海外進出として、フランスの現地法人が、パリ店をオープンする[1]。
- 1974年（昭和49年）
  - 東日本の本格的な出店の拠点づくりのため、東京都中央区に株式会社パリーミキを設立する。
  - シンガポールの現地法人が、プラザシンガプーラ店をオープンする。
- 1977年（昭和52年） - 「岡山ぬうびじょんくらぶ」（現在の「国際ぬうびじょんくらぶ」）が発足される。
- 1978年（昭和53年）
  - アメリカの現地法人が、カラカウア店をオープンする。
  - 岡山県岡山市に「三城光学研究所」を開設する。
- 1979年（昭和54年）
  - 香港の現地法人が、ホンコン店をオープンする。
  - 初めての郊外型店舗として、岡山県岡山市に西大寺店をオープンする。
- 1980年（昭和55年） - 眼鏡光学機器の技術研究および開発を主な目的として、兵庫県姫路市に株式会社パリーミキ技研を設立する。
- 1988年（昭和63年） 
  - パリーミキとパリーミキ技研を吸収合併し、社名を株式会社三城と改め、本社を東京都中央区（日本橋室町）に移転する。
  - イギリスの現地法人が、ロンドン店をオープンする。
  - ドイツの現地法人が、デュッセルドルフ店をオープンする。
- 1990年（平成2年）
  - POSシステムを全店に導入する。
  - マレーシアの現地法人が、クアラルンプール店をオープンする。
- 1991年（平成3年） - オーストラリアに設立していた合弁会社を子会社化する。
- 1992年（平成4年） - タイの現地法人が、バンコク店をオープンする。
- 1994年（平成6年） - 台湾の現地法人が、台北店をオープンする。
- 1995年（平成7年）
  - 「三創会」という御用共済会から、従業員労働組合結成。
  - 8月 - 株式を店頭公開[1]。
- 1996年（平成8年）12月 - 東京証券取引所第2部に上場[1]。
- 1997年（平成9年） - 兵庫県姫路市に「流通センター」を開設する。
- 1998年（平成10年）8月 - 東京証券取引所第1部へ指定替え[1]。
- 2000年（平成12年） - 国内外の店舗数が1000店舗を超える。
- 2001年（平成13年） - 海外の店舗数が100店舗を超える。
- 2004年（平成16年） - 本社を東京都中央区（銀座）に移転する。
- 2009年（平成21年） - 持株会社移行により、株式会社三城ホールディングスに社名変更。眼鏡事業を株式会社三城に継承。
- 2010年（平成22年） - 本社を東京都品川区（北品川）に移転。
- 2012年（平成24年） - 本社を東京都港区（港南）に移転する。
- 2016年（平成28年） - 本社を東京都港区（海岸）に移転する。
- 2019年（令和元年）  - 眼鏡枠の修理専門会社であるオプトメイク福井の全株式を取得し、グループ化する
- 2022年（令和4年） - 株式会社三城ホールディングスを株式会社パリミキホールディングスに、株式会社三城を株式会社パリミキに社名変更。店舗名をパリミキに統一。
- 2023年（令和5年） - 東京証券取引所スタンダード市場へ市場変更。

## CM出演者
- ジェームス三木
- 西川きよしヘレン夫妻
- 波瑠
- ミキ
- 高橋一生